# Christa Thoben

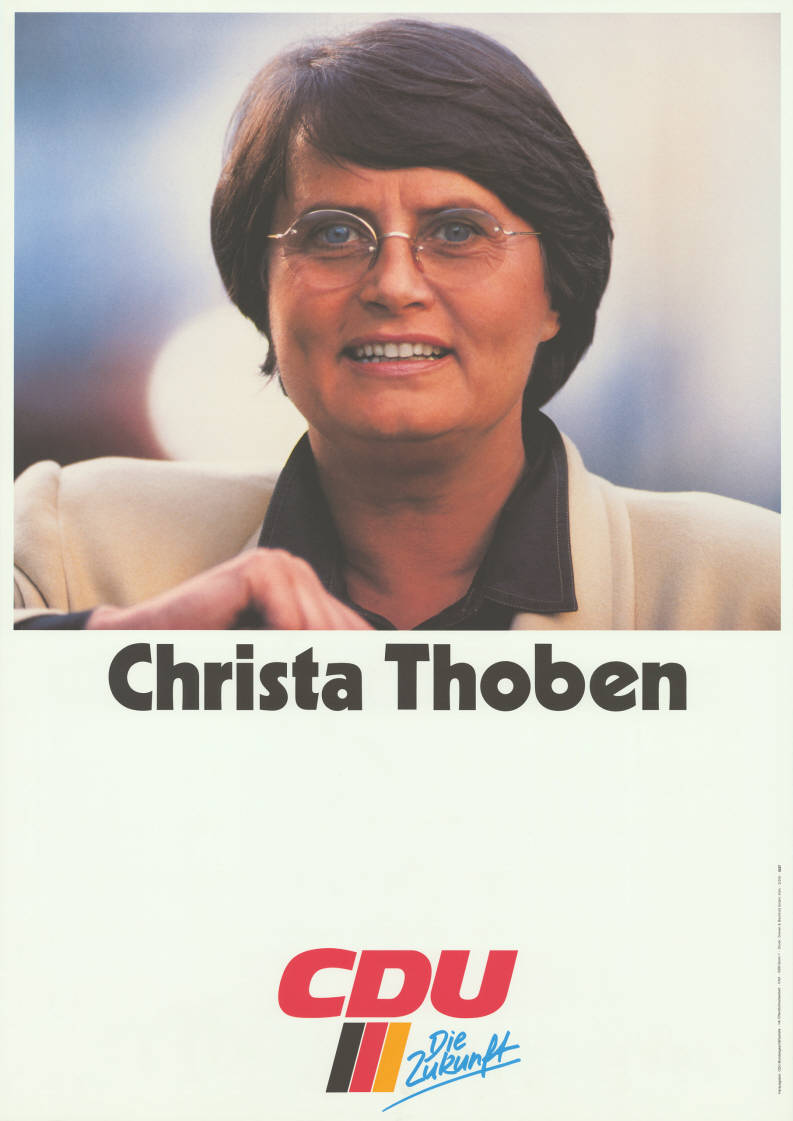
Personenplakat der CDU 1995

Christa Thoben (* 1. August 1941 in Dortmund) ist eine deutsche Diplom-Volkswirtin und Politikerin (CDU). Sie war Senatorin in Berlin, Wirtschaftsministerin in Nordrhein-Westfalen sowie stellvertretende Bundesvorsitzende ihrer Partei.

## Leben
Thoben studierte von 1961 bis 1966 Volks- und Betriebswirtschaftslehre an den Universitäten Münster, Wien und Innsbruck und schloss als Diplom-Volkswirtin ab. Nachdem sie von 1966 an zwölf Jahre lang als Wissenschaftliche Referentin beim Rheinisch-Westfälischen Institut für Wirtschaftsforschung in Essen tätig gewesen war, wurde sie 1978 für zwei Jahre Geschäftsführerin der Industrie- und Handelskammer zu Münster.
Nach dem Ausscheiden aus dem Landtag war sie von 1990 bis 1995 Hauptgeschäftsführerin der Industrie- und Handelskammer zu Münster und damit die erste Frau an die Spitze einer deutschen IHK.
Christa Thoben lebt in Bochum-Wattenscheid.

## Politik

### Partei
1968 trat Christa Thoben der Jungen Union bei und 1970 der CDU. Von 1973 bis 1975 war sie JU-Kreisvorsitzende, von 1974 bis 1978 Mitglied im Landesvorstand der JU Westfalen-Lippe und ab 1977 stellvertretende Vorsitzende des CDU-Kreisverbandes Bochum. Ab 1977 war Christa Thoben mit Unterbrechungen Mitglied des CDU-Landesvorstandes – zunächst der CDU Westfalen-Lippe, von 1983 bis 1986 als deren stellvertretende Vorsitzende und von März 1986 mit Unterbrechung bis 2010 als stellvertretende Vorsitzende der CDU NRW. Von 2010 bis 2012 fungierte sie als Landesschatzmeisterin, von Juni 2016 bis Oktober 2023 als Beisitzerin. Im Januar 1999 bewarb sie sich erfolglos um die Nachfolge von Norbert Blüm als Landesvorsitzende.
Thoben war von 1985 bis 2000 Mitglied des CDU-Bundesvorstandes, von 1989 bis 1990 als stellvertretende Vorsitzende und anschließend als Mitglied des Präsidiums. Sie ist stellvertretende Bundes- und Landesvorsitzende der Senioren-Union.

### Abgeordnete
1980 wurde sie für die CDU über die Landesliste in den nordrhein-westfälischen Landtag gewählt. Sie übernahm dort die Ämter einer stellvertretenden Fraktionsvorsitzenden und wirtschaftspolitischen Sprecherin der CDU-Fraktion. 1987 verlor sie eine Kampfabstimmung um den Fraktionsvorsitz gegen Amtsinhaber Bernhard Worms. Zur Landtagswahl 1990 trat sie nicht erneut an.

### Öffentliche Ämter
Im Januar 1995 kam sie zurück in die Politik und war bis zum Regierungswechsel 1998 im Bundesministerium für Raumordnung, Bauwesen und Städtebau als Staatssekretärin tätig. Ab dem 9. Dezember 1999 war Thoben Berliner Bürgermeisterin und Senatorin für Wissenschaft, Forschung und Kultur im Senat Diepgen V, trat jedoch bereits am 23. März 2000 wieder zurück. Als Grund gab sie die unzulängliche finanzielle und personelle Ausstattung ihres Etats an. 2003 gehörte sie der Herzog-Kommission zur Zukunft der sozialen Sicherungssysteme an.
Von Oktober 2004 bis Februar 2005 war sie vom Ruhrparlament gewählte Beauftragte für den Aufbau des Regionalverbandes Ruhr als Nachfolger des Kommunalverbandes Ruhrgebiet. Am 24. Juni 2005 berief Ministerpräsident Jürgen Rüttgers Thoben zur Ministerin für Wirtschaft, Mittelstand und Energie des Landes Nordrhein-Westfalen. Dieses Amt hatte sie bis zum Ende des Kabinetts Rüttgers am 15. Juli 2010 inne.

## Ehrung
Am 24. August 2012 wurde Thoben mit dem Verdienstorden des Landes Nordrhein-Westfalen ausgezeichnet.